# Thomas Digges
Thomas Digges (1546?, Wootton – 24. srpna 1595, Londýn) byl anglický matematik a astronom. Jako první vyložil Koperníkův systém v angličtině, ale vyřadil myšlenku o pevné struktuře nehybných hvězd k předpokladu nekonečně mnoha hvězd v různých vzdálenostech. Jako první také objasnil paradox temné noční oblohy.

## Život
Narodil se kolem roku 1546, byl synem Leonarda Diggese (1515–1559), matematika a inspektora a Bridget Wilfordové, dcery Thomase Wilforda, váženého pána z Hartridge v Cranbrooku v Kentu. Měl dva bratry, Jakuba a Daniela a tři sestry, Mary, která se provdala za Barbera. Anne, která se provdala za Williama Diggese a Sarah, která se provdala za Martina a poté za Johna Westona. Po smrti otce vyrůstal pod opatrováním Johna Dee, renesančního filozofa. V roce 1583 ho pozval lord Burghley s Johnem Chamberem a Henrym Savilem, aby se zúčastnil konference, která zvažovala, zda by měla Anglie přijmout gregoriánský kalendář, jak navrhl John Dee. Byl členem parlamentu pro Wallingford a také vojákem, bojoval ve válce proti Španělsku a Nizozemsku v letech 1586 až 1594.
Zemřel 24. srpna 1595. Jeho poslední vůle byla prokázána 1. září, výslovně z ní byli vyloučeni jeho bratři, James Digges a William Digges. Thomas byl pohřben v kněžišti kostela St. Mary Aldermanbury v Londýně.

## Manželství a vztahy
Oženil se s Anne St. Leger (1555–1636), dcerou sira Warhama St. Legera a Ursuly Nevillové (zemřela 1575), která byla dcerou George Nevilla a Marie Staffordové. Ve své vůli jmenoval své dva syny, sira Dudleye Diggese (1583–1639), politika a státníka a Leonarda Diggese (1588–1635), básníka a dvě dcery Margaret a Ursulu. Po Thomasově smrti, se jeho manželka Anne provdala za Thomase Russela Alderminstera, kterého v roce 1616 pověřil William Shakespeare jako dozorce své vůle.

## Dílo

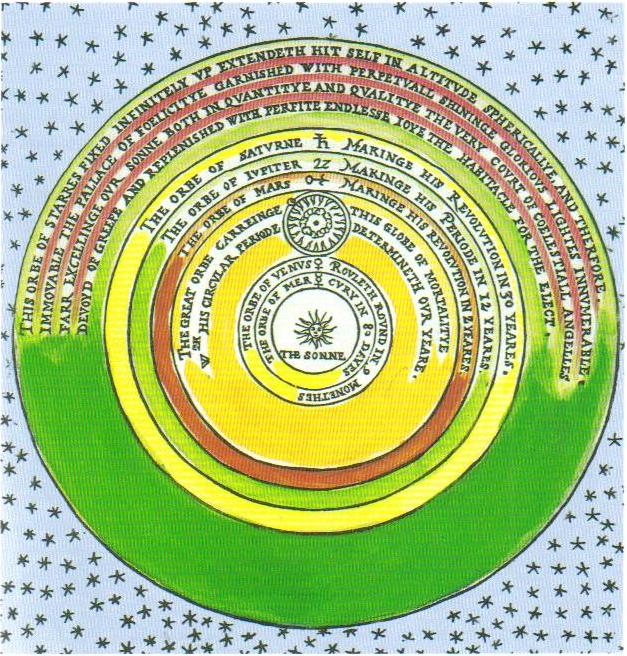
Schema vesmíru podle Thomase Diggese

Thomas Digges se pokusil určit paralaxu supernovy 1572, pozorované Tycho Brahem, a dospěl k závěru, že musí být za oběžnou dráhou Měsíce. To bylo v rozporu se současným pohledem na vesmír, podle kterého se žádná změna nemohla uskutečnit u stálic.
V roce 1576, vytvořil nové vydání almanachu svého otce, Předpovídání věčnosti. Text, jenž napsal Leonard Digges pro třetí vydání 1556, byl ponechán beze změny. Ale Thomas přidal nové poznatky v několika přílohách. Nejzajímavější z nich byl popis Caelestialova tělesa podle nejlepší doktríny Pythágorijců. Na rozdíl od Ptolemaiovy kosmologie, původní knihy svého otce, pojednával o kontroverzním a ještě málo známém Koperníkově heliocentrickém modelu vesmíru. Jednalo se o první vydání tohoto modelu v angličtině a je milníkem v popularizaci vědy. Z větší části byl dodatek jen volný překlad kapitol z Koperníkových knih do angličtiny. Thomas Digges šel dále, než Koperník, a byl prvním člověkem, který navrhl, že vesmír je nekonečný a obsahuje nekonečně mnoho hvězd.
Podle astronoma Edwarda Roberta Harrisona:
- „Koperník neřekl nic o tom, co leží mimo oblast stálic. Diggesův originální příspěvek o kosmologii sestával z rozebrání hvězdné koule a rozptýlení hvězd po celém nekonečném vesmíru.“
- „Tím narůstáním nekonečného prostoru v Koperníkově systému a rozptýlením hvězd v tomto nekonečném prostoru, byl Digges průkopníkem a také myšlenkou neomezeného vesmíru, ve kterém se mísí paprsky bezpočtu hvězd.“